# Ӎ
Ӎ, ӎ – litera rozszerzonej cyrylicy, wykorzystywana w języku kildin. Oznacza dźwięk [m̥], tj. spółgłoskę nosową dwuwargową bezdźwięczną.

## Kodowanie
| Znak                   | Ӎ                                    | Ӎ                                    | ӎ                                  | ӎ                                  |
| ---------------------- | ------------------------------------ | ------------------------------------ | ---------------------------------- | ---------------------------------- |
| Nazwa w Unikodzie      | Cyrillic Capital Letter Em with Tail | Cyrillic Capital Letter Em with Tail | Cyrillic Small Letter Em with Tail | Cyrillic Small Letter Em with Tail |
| Kodowanie              | dziesiątkowo                         | szesnastkowo                         | dziesiątkowo                       | szesnastkowo                       |
| Unicode                | 1229                                 | U+04CD                               | 1230                               | U+04CE                             |
| UTF-8                  | 211 141                              | d3 8d                                | 211 142                            | d3 8e                              |
| Odwołania znakowe SGML | &#1229;                              | &#x04CD;                             | &#1230;                            | &#x04CE;                           |